# Rho Bootis
Rho Bootis (ρ Bootis, förkortad Rho Boo, ρ Boo), som är stjärnans Bayer-beteckning, är en ensam stjärna i mellersta delen av stjärnbilden Björnvaktaren. Den har en skenbar magnitud av 3,59 och är synlig för blotta ögat där ljusföroreningar ej förekommer. Baserat på parallaxmätning inom Hipparcosuppdraget på ca 20,4 mas, beräknas den befinna sig på ett avstånd av ca 160 ljusår (49 parsek) från solen. Sedan 1943 har spektret för stjärnan fungerat som en av de stabila referenspunkter som andra stjärnor klassificeras efter.

## Egenskaper
Rho Bootis är en orange till gul jättestjärna av spektralklass K4 III, som för närvarande befinner sig på den röda jättegrenen. Den har en massa som är ca 1,2 gånger större än solens massa, en radie som är ca 22 gånger solens radie och avger ca 132 gånger mer energi än solen från dess fotosfär vid en effektiv temperatur på ca 4 300 K.
Rho Bootis har en optisk följeslagare, en stjärna av magnitud 11,5, som ligger separerad med 34,7 bågsekunder vid en positionsvinkel på 345° (år 2013).